# Crisis? What Crisis?
Crisis? What Crisis? è il quarto album  della band progressive dei Supertramp, uscito nel 1975.
Il disco fu il primo ad essere registrato negli Stati Uniti, a Los Angeles. Quattro canzoni del disco, Sister Moonshine, Another Man's Woman, Lady, e Just a Normal Day, sono state suonate dal vivo prima di essere state registrate nel marzo 1975 all'Hammersmith Odeon di Londra.
Il titolo è stato ispirato da una frase del film Il giorno dello sciacallo di Fred Zinnemann, malgrado Rick Davies abbia affermato a US Rock Radio Show di aver anticipato il titolo dell'album in uno dei suoi libri.

## Ideazione e registrazione
Dopo aver raggiunto il successo commerciale con l'album, Crime of the Century, l'etichetta discografica spinse affinché il gruppo registrasse un nuovo album subito dopo il termine del tour di supporto a Crime of the Century. La band era riluttante a bruciare le tappe, così, senza volerlo Hodgson si ferì una mano a causa di un incidente, per cui dovettero annullare le rimanenti date del tour. Nonostante questo, soprattutto a causa della routine del tour i Supertramp non ebbero tempo a sufficienza per poter provare e comporre brani nuovi. Dunque Davies e Hodgson si ritrovarono ad utilizzare materiale scartato sia da Crime of The Century sia dai primi due dischi, per cui ad un certo punto le registrazioni dovettero essere interrotte per permettere ai due di comporre brani nuovi. Il fatto di utilizzare materiale scartato e unirlo a brani nuovi fece sì che l'album non avrebbe potuto avere una direzione ben definita, per cui si avvicinò, come tipo di lavoro, ai primi due dischi del gruppo. Sia il titolo che l'idea per l'immagine di copertina sono di Davies.
Hodgson era insoddisfatto del disco, descrivendolo un lavoro affrettato e senza la coesione di Crime of the Century. Nonostante tutto, oggi Roger Hodgson lo ritiene il suo album preferito.
L'album avrebbe dovuto contenere anche il brano You Started Laughing (When I Held You in my Arms), ma non fu inserito per mancanza di spazio. Il brano venne pubblicato esclusivamente come lato B del singolo Lady, per poi essere inserito nella sua versione live nel doppio album dal vivo Paris.

## Tracce
Tutte le canzoni sono attribuite a Roger Hodgson e Rick Davies.
1. Easy Does it – 2:18 – Voce: Roger Hodgson
2. Sister Moonshine – 5:15 – Voce: Roger Hodgson e Rick Davies
3. Ain't Nobody But Me – 5:14 – Voce: Rick Davies
4. A Soapbox Opera – 4:54 – Voce: Roger Hodgson
5. Another Man's Woman – 6:17 – Voce: Rick Davies
6. Lady – 5:24 – Voce: Roger Hodgson
7. Poor Boy – 5:07 – Voce: Rick Davies
8. Just a Normal Day – 4:02 – Voce: Rick Davies e Roger Hodgson
9. The Meaning – 5:23 – Voce: Roger Hodgson
10. Two of Us – 3:27 – Voce: Roger Hodgson

## Classifiche
Album
| Anno | Classifica        | Posizione |
| ---- | ----------------- | --------- |
| 1976 | USA Billboard 200 | 44        |
| 1976 | UK Album          | 20        |

## Formazione

### Supertramp
- Roger Hodgson - voce, cori, chitarra, pianoforte (t. 4), piano elettrico Wurlitzer (t. 7), flagioletto (t. 2), violoncello (t. 7), harmonium (t. 10), marimba (t. 6), sitar (t. 1,2), arrangiamenti
- Rick Davies - voce, cori, pianoforte, piano elettrico Wurlitzer, armonica a bocca, organo Hammond, sintetizzatori
- John Helliwell - sassofoni, clarinetto, cori
- Dougie Thomson - basso
- Bob Siebenberg (accreditato come C. Benberg) - batteria, percussioni

### Produzione
- Ken Scott - produzione, tecnico del suono
- Supertramp - produzione
- Greg Calbi - rimasterizzazione
- Jay Messina - rimasterizzazione
- John Jansen - assistente
- Ed Thacker - assistente
- Richard Anthony Hewson - arrangiatore
- Fabio Nicoli - copertina
- Paul Wakefield - copertina
- Dick Ward - copertina